# Schlingsteine
De Schlingsteine is een west-oost georiënteerd hunebed dat ook bekend is onder Sprockhoff Nr. 961. Het ligt in het Pastorenbusch ten noordwesten van Lindern in Nedersaksen. Het is gebouwd tussen 3500 en 2800 v.Chr. en wordt toegeschreven aan de Trechterbekercultuur. Het vormt een onderdeel van de  Straße der Megalithkultur.

## Kenmerken
Het bouwwerk bestaat uit tien grote stenen en veel kleinere stenen die uit de bodem steken. Aan het oostelijke uiteinde van de ongeveer 24 meter lange en 1,5 meter brede rij grote blokken die de kamer vormen is nog één juk bewaard gebleven (dit zijn twee draagstenen met een deksteen).
Men gaat ervan uit dat de Schlingsteine niet boven de grond, maar net als een Galeriegrab in de aarde werd gebouwd. De sluitstenen zijn bewaard gebleven. Op de vijfde deksteen zijn vijf gaten te zien, dit zijn boorgaten waarin men een springstof wilde plaatsen. 

## Vondsten
Er zijn diverse potten/bekers gevonden, waaronder één van 15.7 centimeter hoog met een zigzagpatroon en één van 11,3 centimeter hoog. Ook werd er een schaal gevonden van 8,4 centimeter hoogte en het bodemstuk van een andere schaal.

## De steenkist en een ander hunebed

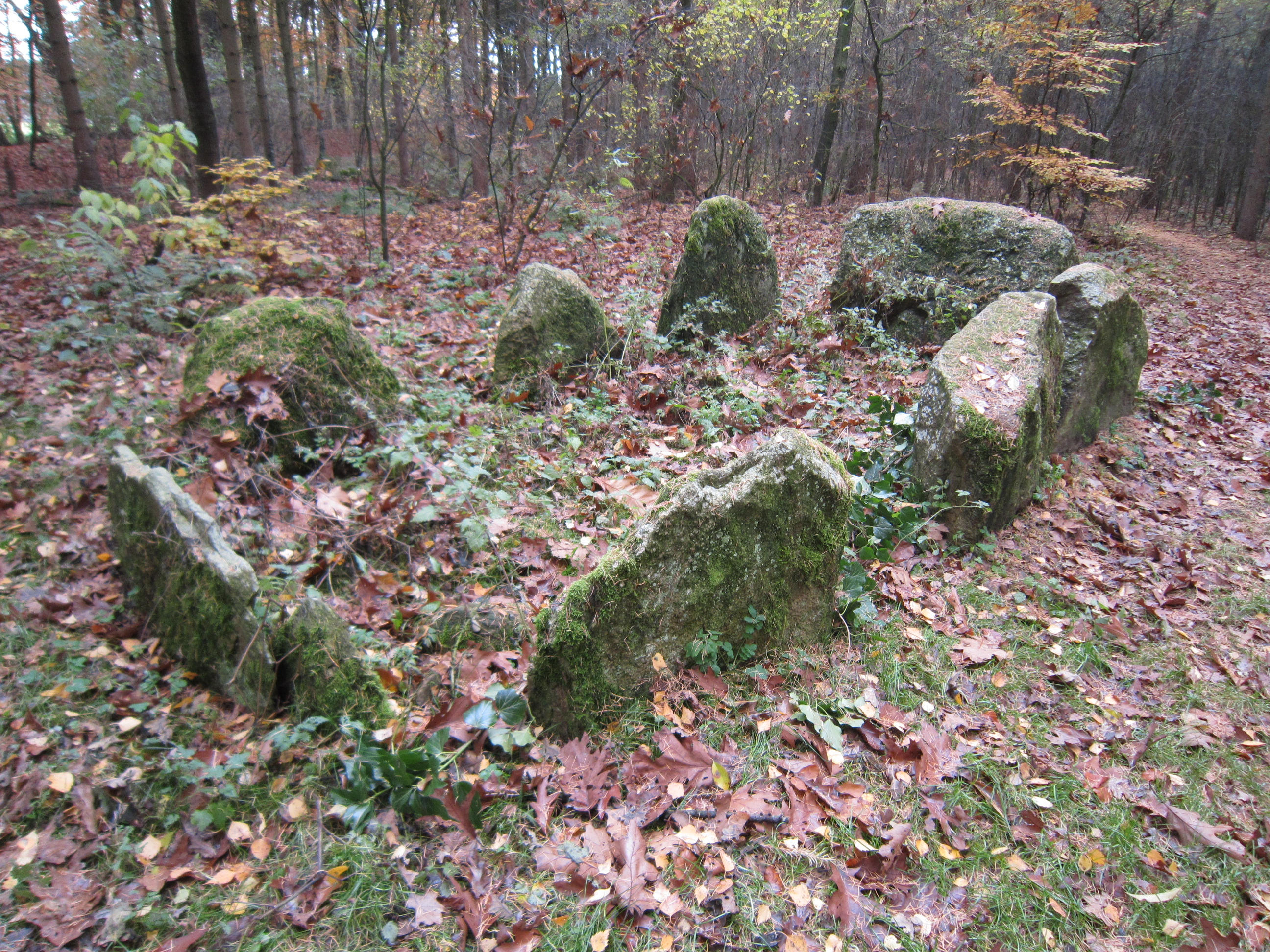
Steinkiste von Lindern

In twee grote heuvels ten noordwesten van Lindern werden in 1957/58 grote stenen bouwwerken ontdekt. In 1962 werden de heuvels afgegraven. Er werd een steenkist ontdekt. Deze is ongeveer 4 meter lang en 1,2 meter breed en lag in een ovale grafheuvel van 45,0 × 25,0 × 3 meter groot. Deze steenkist heeft zes draagstenen en twee sluitstenen, maar er zijn geen dekstenen. De grafgiften worden gedateerd op ca. 2000 v.Chr. De steenkist heeft geen Sprockhoff nummer.
Bij het afgraven van de tweede heuvel (45 × 25 × 3 m) stootte de graver op een grote steen. In de heuvel bevond zich een hunebed uit het neolithicum, opgebouwd uit 8 zeer vlakke zwerfstenen van graniet. Deze waren ooit als draagstenen ingezet. De platen waren op bepaalde plekken zo vlak, dat men zich afvroeg of ze bewerkt waren. De kamer had geen met stenen belegde bodem. Omdat de draagstenen van lengte verschilden, werd afgevraagd of er ooit dekstenen op hadden gelegen. Omdat ook de stapelmuurtjes tussen de zwerfstenen onvolledig was, vroeg men zich af of het hunebed onvoltooid was gebleven. De vondsten bestonden uit enkele parels van barnsteen, gedeelten van drie stenen bijlen, pijlpunten, Tiefstichkeramiek, kraaghalsflesjes en trechterbekers. De kamer werd oorspronkelijk omringd door een steenkrans. Op ongeveer 1 meter afstand werden resten van een houtskoolvuur aangetroffen die onder het zand was uitgegaan. Het lijkt erop dat er meerdere malen een vuurkring rond de kamer is aangelegd. H.G. Steffens heeft het hunebed gedateerd op het midden van het neolithicum en zag er een overgangstype in tussen de klassieke hunebedden en de grafheuvels uit de bronstijd. Volgens Mamoun Fansa werd het houtskool via radiocarbondatering gedateerd op 2135 v.Chr. (met een bandbreedte van 90 jaar).

## Weblinks
- Beschreibung und Bilder